# Лефевр, Надеж
Надеж Лефевр (фр. Nadège Lefebvre) — французский политик, бывший сенатор, президент Совета департамента Уаза, член партии Республиканцы.

## Биография
Работала в сфере социальной защиты. В 1983 году вошла в совет поселка Лашапель-о-По, в 2008 году была избрана мэром. В том же году боролась за место в Генеральном совете департамента Уаза от кантона Ле-Кудре-Сен-Жерме, но проиграла. С 2012 по 2017 годы была заместителем депутата Национального собрания Жана-Франсуа Манселя.
В марте 2015 года в паре с Франком Пья Надеж Лефевр была избрана в Совет департамента Уаза от кантона Бове-2, где заняла пост 2-го вице-президента. В сентябре 2017 года она была включена под вторым номером в список партии Республиканцы на выборах в Сенат от департамента Уаза. Список победил на выборах и завоевал два места в Сенате, одно из которых досталось ей.
Спустя месяц, 25 октября 2017 года, лидер победившего списка Эдуар Куртьяль из-за запрета совмещения мандатов подал в отставку с поста президента Совета департамента Уаза, предпочтя сохранить место в Сенате. В этот же день Надеж Лефевр была избрана новым президентом Совета департамента, после чего сдала мандат сенатора. 

## Занимаемые выборные должности
1983 - 03.2008 — член совета поселка Лашапель-о-По 

с 03.2008 — мэр поселка Лашапель-о-По 

с 29.03.2015 — член Совета департамента Уаза от кантона Бове-2

29.03.2015 - 25.10.2017 — вице-президент Совета департамента Уаза 
 
24.09.2017 - 25.11.2017 — сенатор Франции от департамента Уаза 

с 25.10.2017 — президент Совета департамента Уаза